# Robin Olsen
Robin Patrick Olsen (* 8. Januar 1990 in Malmö) ist ein schwedischer Fußballspieler. Er besitzt auch die Dänische Staatsangehörigkeit. Der Torwart steht seit August 2025 beim schwedischen Erstligisten Malmö FF unter Vertrag.

## Werdegang

### Vereinskarriere
Robin Olsen wurde als Sohn dänischer Eltern in Malmö geboren und schloss sich im Alter von sieben Jahren der Jugend des Malmö FF an, bei der er alsbald als Torwart eingesetzt wurde. Später wechselte er innerhalb der Stadt zum BK Olympic. Viele Spieler der als FC Malmö antretenden Mannschaft wurden jedoch von anderen Vereinen abgeworben. Letztlich schloss sich Olsen Bunkeflo IF an. Beim Klub war er als 16-Jähriger Ersatztorhüter und saß bei mehreren Spielen in der Superettan auf der Ersatzbank, blieb jedoch ohne Einsatzzeit. Auch nach dem Zusammenschluss mit Limhamns IF zum IF Limhamn Bunkeflo Anfang 2008 blieb er in dieser Rolle. Erst nach dem Abstieg in die drittklassige Division 1 wurde er erster Torhüter. Eine schwere Knieverletzung bremste ihn jedoch; 2010 verlieh ihn der Verein an dem Amateurklub Bunkeflo FF in die siebtklassige Division 5. Dort kam er regelmäßig zum Einsatz und wechselte 2011 zum IFK Klagshamn, bei dem er jedoch nur eine Spielzeit blieb.
2012 schloss sich Olsen seinem Jugendverein Malmö FF an. Hier war er anfangs dritter Ersatztorhüter hinter Johan Dahlin und Viktor Noring, der den Verein im Sommer verließ und durch Zlatan Azinović ersetzt wurde. Bei einer verletzungsbedingten Pause von Dahlin im Herbst setzte Trainer Rikard Norling auf Olsen, der am 1. Oktober 2012 beim 2:0-Auswärtssieg beim Syrianska FC in der Allsvenskan debütierte. In der Spielzeit 2013 vertrat er den erneut verletzt ausfallenden Konkurrenten längerfristig und trug in zehn Ligaspielen zum Gewinn des Meistertitels bei. Nach dem Wechsel Dahlins zum Jahreswechsel zu Gençlerbirliği Ankara rückte er unter dem neuen Trainer Åge Hareide als Stammtorhüter nach. Im Sommer qualifizierte er sich mit der Mannschaft um Markus Rosenberg, Magnus Eriksson, Emil Forsberg, Isaac Kiese Thelin und Markus Halsti erstmals in der Vereinsgeschichte für die Gruppenphase der UEFA Champions League; dabei hatte er neben Rosenberg und Forsberg als einziger alle sechs Qualifikationsspiele über die komplette Spieldauer bestritten. Am Saisonende gewann er mit der Mannschaft den schwedischen Meistertitel.
Im Sommer 2015 wechselte Olsen zum griechischen Erstligisten PAOK Saloniki. Seine Leistungen in der Super League und der UEFA Europa League erfüllten jedoch nicht die Erwartungen der Vereinsverantwortlichen, daraufhin wurde er ab Ende Januar 2016 an den dänischen Klub FC Kopenhagen verliehen.
Beim FC Kopenhagen verdrängte er den Stammtorwart Stephan Andersen und bestritt bis zum Saisonende 14 Partien. Nachdem er damit zum Gewinn des Meistertitels in der Superliga beigetragen hatte, erreichte er mit der Mannschaft das Endspiel im Landespokal. Mit einem 2:1-Sieg über Aarhus GF gewann er das Double. Ende Mai 2016 verpflichtete ihn der FC Kopenhagen fest. Seinen Status als Stammtorwart untermauerten seine Leistungen in der Spielzeit 2016/17, als er in der regulären Spielzeit in 24 Spieleinsätzen lediglich zehn Gegentore kassierte. In der Meisterschaftsrunde verteidigte er mit der Mannschaft den dabei herausgespielten Vorsprung von zwölf Punkten auf Brøndby IF. Mit einem 3:1-Endspielsieg gegen den Konkurrenten im Pokalfinale wurde aus das Double verteidigt, hierbei stand jedoch Andersen zwischen den Pfosten. In der Spielzeit 2017/18 konnte Olsen mit dem FC Kopenhagen die dominante Stellung der Vorjahre nicht fortsetzen; letztlich wurde der Klub Tabellenvierter und qualifizierte sich erst über die Play-off-Spiele für die UEFA Europa League 2018/19. Dabei fiel Olsen ab Anfang März wegen einer Verletzung bis zum Saisonende aus.
Im Juli 2018 wechselte er nach Italien zur AS Rom und unterschrieb einen Fünfjahresvertrag. Im August 2019 wurde der Torhüter für eine Spielzeit an Cagliari Calcio verliehen. Ein Jahr später folgte das nächste Leihengagement; nunmehr für die Saison 2020/21 an den englischen Erstligisten FC Everton. Dort kam er als Ersatzmann von Jordan Pickford zu vereinzelten Einsätzen in der Premier League. Am Ende der Wechselperiode im Sommer 2021 wurde er erneut nach England verliehen, wo er sich dem Premier-League-Absteiger Sheffield United anschloss. Dort waren in den ersten fünf Saisonspielen drei Torhüter aufgelaufen, wobei Aaron Ramsdale nach zwei Ligaspielen zu Saisonbeginn zum FC Arsenal gewechselt war. Sein aktuellster Wechsel spielte sich innerhalb von England ab. Nachdem er die „Blades“ verlassen hatte, schloss sich Robin Olsen leihweise Steven Gerrard's Aston Villa an, wo er bis zum Juni 2022 Ersatz für den Stammkeeper Emiliano Martinez blieb. Am 4. Juni 2022 wechselte er auf fester Vertragsbasis zu Aston Villa.

### Nationalmannschaft
Olsen hatte für keine U-Nationalmannschaft gespielt. Als Staatsbürger beider Länder war für den schwedischen oder den dänischen Verband spielberechtigt. Im Dezember 2014 nominierte ihn der schwedische Nationaltrainer Erik Hamrén als einen von neun Neulingen für die schwedische Nationalmannschaft anlässlich einer Reise in den Nahen Osten im Januar 2015. Sein Debüt absolvierte Olsen am 15. Januar 2015 im Spiel gegen die Elfenbeinküste in Abu Dhabi.
Im Mai 2016 nominierte Hamrén ihn neben Patrik Carlgren als Ersatztorwart hinter Andreas Isaksson für die EM-Endrunde in Frankreich; beim Turnier blieb er ohne Einsatz. Nach der Europameisterschaft löste Olsen den zurückgetretenen Isaksson als Stammtorhüter der schwedischen Nationalmannschaft ab und kam in der Qualifikation für die Weltmeisterschaft 2018 in Russland in allen zehn Partien zum Einsatz; als Gruppenzweiter hinter Vize-Europameister Frankreich qualifizierte sich Schweden für die Relegation, in der sich die Skandinavier gegen Italien durchsetzten. Bei der Weltmeisterschaftsendrunde 2018 kam er in allen Partien der Schweden zum Einsatz. Er erreichte mit der Mannschaft das Viertelfinale und schied dort gegen England aus.
Mit der schwedischen Auswahl erreichte er bei der Europameisterschaft 2021 das Achtelfinale, wo Schweden gegen die Ukraine ausschied.

## Erfolge
- Schwedischer Meister: 2013, 2014
- Dänischer Meister: 2016, 2017
- Dänischer Pokalsieger: 2017